# Auxotróf
Auxotrófiának nevezzük azt a jelenséget, amikor egy élőlény, a növekedéséhez szükséges egyik szerves vegyületet (például aminosavat, bázist, vitamint) nem tudja előállítani. Auxotróf az az élőlény, amelyik esetében ez a jelenség megfigyelhető. Az auxotrófia a prototrófia ellentéte.
A genetikában akkor nevezünk egy törzset auxotrófnak, ha olyan mutációt hordoz, mely lehetetlenné teszi egy életfontosságú vegyület szintézisét. Például az a mutáns élesztő típus, amelyiknél az uracil szintézis útjai inaktív, uracil auxotróf. Ez a típus képtelen uracil előállítására, és csak akkor képes növekedni, ha a környezetében uracil található. Ez az uracil prototróf ellentéte, ami a normális (vad) törzset jelenti, amely képes uracil nélkül is növekedni. Az auxotróf genetikai markereket gyakran használják a molekuláris genetikában.
Kutatók például az E. coli baktériumnak egy bizonyos aminosavra auxotróf változatát használták arra, hogy fehérjékbe az aminosavhoz hasonló, de természetesen nem előforduló aminoavat építsenek be. Például a fenil-alanin auxotróf sejteket a fenil-alaninhoz hasonló para-azido fenilalaninnal kiegészített táptalajon lehet növeszteni. Az aminoacil tRNS szintetáz felismeri ezt a hasonló molekulát, és beépíti a természetestől eltérő aminosavat a polipeptid láncba a transzláció során.
Számos élőlény, beleértve az embert is auxotróf számos vegyület tekintetében. Ezeket az anyagokat a táplálkozás során kell megához venni, lásd például az esszenciális aminosavakat.